# SIAI-Marchetti S-210
Il SIAI-Marchetti S.210 è stato un aereo executive bimotore monoplano  a partire dal 1970 dalla SIAI-Marchetti, derivato dal monomotore SIAI-Marchetti S-205.
Destinato al mercato dell'aviazione generale, volò per la prima volta nel 1970; ne vennero prodotti in totale 12 esemplari.

## Storia del progetto
L'S.210 era un progetto sviluppato dall'S.205 monomotore a quattro posti del 1965.
Esso rappresentò l'ultimo progetto di un programma di sviluppo di un modello destinato al mercato dell'aviazione da turismo e diporto da affiancare al biposto Aermacchi SF-260 per integrarne la gamma, programma che venne iniziato agli inizi del 1960.
Progettato dell'allora capo progettista Alessandro Brena, l'S.210 seguì temporalmente sia l'S.205, un monomotore di costruzione metallica, monoplano ad ala bassa, con una cabina da 4 posti ed equipaggiato con un motore da 200 CV, che il modello S.208, con un motore da 260 CV, carrello d'atterraggio retrattile e 5 posti.

## Tecnica
L'S.210 era costruito interamente in metallo, aveva ala bassa a sbalzo e carrello d'atterraggio triciclo anteriore retrattile.
Montava sulle ali due Avco Lycoming TIO-360-A1B da 200 CV (149 kW): si trattava di un motore aeronautico a 4 cilindri contrapposti, raffreddati ad aria, con eliche tripala traenti; i due motori permettevano al velivolo la velocità di 375 km/h.
L'S-210 poteva ospitare 5 passeggeri più il pilota su tre file di posti.
Il primo prototipo volò il 18 febbraio 1970; successivamente sul secondo prototipo vennero apportate migliorie consistenti nell'aumento del bagagliaio e un allargamento dei posti posteriori. In totale vennero costruiti dieci velivoli identici al secondo prototipo, sia in versione civile che militare.